# Cefalonium
Cefalonium ist ein Antibiotikum, welches in der Veterinärmedizin verwendet wird. Es wird semisynthetisch hergestellt und gehört zur Klasse der Cephalosporine der 1. Generation.

## Indikation
Cefalonium wird meist in der Veterinärmedizin angewendet. Es besitzt eine Aktivität gegen aerobe grampositive und einige in der Gemeinschaft erworbene gramnegative Bakterien.
Cefalonium wird vierteljährlich zur Behandlung von subklinischen Infektionen und zur Verhinderung von Neuinfektionen intramammär während der Trockenzeit von Rindern verwendet.
Außerdem kann Cefalonium als Augensalbe bei empfindlich bakteriellen Augeninfektionen bei Rindern einschließlich Keratokonjunktivitis verwendet werden.

## Wirkungsprinzip
Die Cefadroxil-Moleküle binden sich an spezifische Penicillin-bindende Proteine, welche sich in der bakteriellen Zellwand befinden. Dadurch wird die weitere Synthese der bakteriellen Zellwand gehindert.

## Handelsnamen
Tiermedizin
Cepravin Dry Cow (D)